# 龙门街道 (龙岩市)
龙门街道，是中华人民共和国福建省龙岩市新罗区下辖的一个乡镇级行政单位。

## 行政区划
龙门街道下辖以下地区：
龙门村、赤水村、湖一村、湖二村、湖坑村、内坂村、郭乾村、考塘村、连坑村、赖坑村、龙潭村、洋畲村、朝前村和五星村。